# Mosasauroidea
Mosasauroïdes
Famille
Familles de rang inférieur
Les mosasauroïdes (Mosasauroidea) forment une super-famille éteinte de squamates aquatiques ayant vécu durant le Crétacé supérieur. Les membres basaux de ce groupe sont constitués de petits représentants semi-aquatiques ayant des membres terrestres (« plésiopédiques »), tandis que les membres ultérieurs comprennent de plus grandes formes entièrement adaptées à la vie aquatique (« hydropédales »), communément appelées mosasaures. Ceux-ci sont traditionnellement regroupés au sein de leurs propres familles distinctes, étant respectivement les Aigialosauridae et les Mosasauridae. Cependant, des études phylogénétiques révèlent depuis que les mosasauroïdes de type plésiopédiques forment un regroupement paraphylétique, avec certains taxons classés au sein des mosasauridés,.

## Fossiles
Les fossiles sont du Crétacé supérieur,.